# 흰나비속

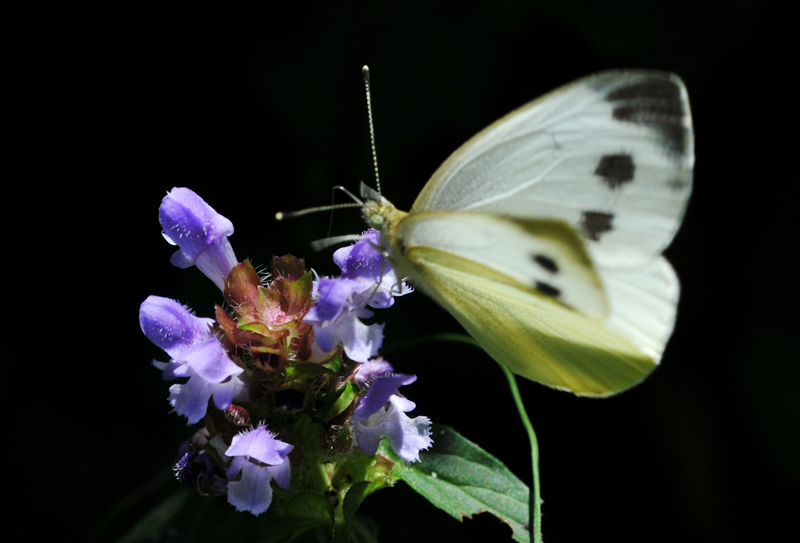

흰나비속(Pieris)은 흰나비과 나비의 널리 세계 분포된 속이다. 가장 높은 종 다양성은 구북구에서 볼 수 있으며, 그 중 유럽과 북아메리카동부에서 더 많이 관찰된다.

## 종 및 저명한 아종
- 큰흰나비(Pieris brassicae)
- 대만흰나비(Pieris canidia)
- 배추흰나비(Pieris rapae)